# 段业夫人
段业夫人（?—?），中国十六国时代北凉王的妻子，段业是汉族，段业随吕光征西域，后来任建康（今甘肃酒泉）太守。
沮渠蒙逊等卢水胡背叛后凉吕光，拥立段业为凉王，段业的夫人和儿子都在后秦的都城长安。401年，沮渠蒙逊攻打段业，段业被俘，乞求东还，与妻子、儿子团聚，沮渠蒙逊没有答应他，将他杀死。